# غي.أو.دي
غي.أو.دي هي فرقة فتيان كورية جنوبية تأسست في 1999.